# Xiurenbagrus
Genre
Xiurenbagrus est un genre de poissons-chats de la famille des Amblycipitidae

## Liste des espèces
- Xiurenbagrus gigas Zhao, Lan et Zhang, 2004
- Xiurenbagrus xiurenensis (Yue, 1981)

## Référence
- Chen & Lundberg : Xiurenbagrus, a new genus of amblycipitid catfishes (Teleostei: Siluriformes), and phylogenetic relationships among the genera of Amblycipitidae. Copeia 1995(4) pp 780-800.